# 劉克彥
劉克彥（14世紀—15世紀），名儁，以字行，江西吉安府永新縣人，明朝政治人物。

## 生平
劉克彥是永樂十八年（1420年）舉人，宣德二年（1427年）成進士，獲授行人司左司副，正統五年（1440年）陞行在山西道監察御史，景泰元年（1450年）外轉浙江按察司僉事，所到之處風裁凜然，能用言辭打消他人邪念，常稱：「學莫先於義利之辨，毫釐千里舜跖所由分也，吾黨時當以此自省。」景泰五年（1454年）因右都御史洪英稱他衰老而被下令致仕，回鄉後拒絕請謁，人品獲稱為先輩第一，其文章雅暢有古意，著有《木菴集》。

## 引用
1. 1 2  同治《永新縣志·卷十六·人物志》：劉儁，字克彥，後以字行，第進士授監察御史，陞浙江按察僉事，所至風裁凜然，能令人接其辭色而邪念自消，常稱：「學莫先於義利之辨，毫釐千里舜跖所由分也，吾黨時當以此自省。」致政歸，確守清白，澹然絕干請，人品稱先輩第一，為文雅暢多古意，所著有《木菴集》。 萬厯志
2. ↑  同治《永新縣志·卷十一·選舉志》：進士……明……宣德二年丁未馬愉榜……劉克彥 御史陞按察僉事，有傳……舉人……明……永樂十八年庚子鄉試……劉克彥 宣德二年進士
3. ↑  《明英宗睿皇帝實錄·卷七十三》：（正統五年十一月）擢行人司左司副劉克彥為行在山西道監察御史，克彥先以廷臣薦舉理刑，至是考通法律故有是命。
4. ↑  《明英宗睿皇帝實錄·卷一百九十五·廢帝郕戾王附錄第十三》：（景泰元年八月戊寅）陞……監察御史……劉克彥為浙江僉事。
5. ↑  《明英宗睿皇帝實錄·卷二百四十一·廢帝郕戾王附錄第五十九》：（景泰五年五月）辛未命浙江按察司僉事劉克彥致仕，克彥江西永新縣人，由進士授行人司副，選陞御史，用薦陞僉事，為人學愽行敦、不事表襮，至是以右都御史洪英言其衰老遂令致仕。